# Regiões de Madagáscar
Madagáscar é uma grande ilha localizada no sudeste da África, destacando-se por sua geografia e grande variedade de animais. Ela é dividida em 23 regiões (faritra). Essas foram oficialmente estabelecidas em 2004 como parte de uma reforma de descentralização do governo. A criação das regiões foi motivada para aproximar a administração pública das populações locais, descentralizar o Estado e facilitar o desenvolvimento local.
Madagáscar é um verdadeiro mosaico de paisagens e realidades, onde cada canto da ilha revela uma faceta distinta. As características geográficas, culturais e socioeconômicas variam enormemente de uma área para outra, refletindo a riqueza interna do país. Para ilustrar essa diversidade, podemos observar alguns exemplos: no nordeste, províncias como Sava e Analanjirofo são sinônimo de florestas tropicais exuberantes e o aroma inconfundível da produção de baunilha. No oeste, as regiões de Menabe e Melaky se transformam em paisagens áridas, pontuadas por savanas e os imponentes baobás, que se erguem como sentinelas da natureza. Mais ao sul, Androy e Anosy enfrentam o desafio da desertificação e da insegurança alimentar. No entanto, essas áreas abrigam culturas ancestrais robustas e identidades locais profundamente enraizadas. Em contraste, Analamanga, onde está localizada a capital Antananarivo, pulsa como o coração político e econômico da nação. Por fim, Atsinanana e Boeny, com seus portos vitais em Toamasina e Mahajanga, servem como portas de entrada do país para o comércio marítimo.
Regiões Centrais (Província de Antananarivo)
Analamanga: Essa região abriga a capital, Antananarivo, e é majoritariamente habitada pelo povo Merina. Suas tradições destacam o respeito aos ancestrais e o uso do lamba, traje típico local. As construções tradicionais são feitas com tijolos avermelhados. Na Reserva Especial de Ambohitantely, ainda se encontram florestas de altitude com lêmures raros, anfíbios e aves nativas.
Itasy, Bongolava e Vakinankaratra: Localizadas no planalto central, essas regiões são voltadas principalmente para a agricultura, especialmente o cultivo de arroz em terraços. A influência cultural vem dos Merina e dos Betsileo. A paisagem é marcada por savanas, áreas com vegetação secundária e zonas degradadas.
Regiões Centro-Sul (Província de Fianarantsoa)
Haute Matsiatra, Amoron’i Mania, Ihorombe, Vatovavy, Fitovinany, Atsimo-Atsinanana: Nessa parte do país, a presença dos Betsileo é forte. Costumes como a existência simbólica da realeza, danças rituais e a observância de tabus (fady) ainda são praticados. Em termos ambientais, a região abriga os parques nacionais de Ranomafana e Andringitra, que protegem florestas tropicais, orquídeas exóticas, camaleões e espécies únicas como o lêmure-dourado-do-bambu.
Regiões do Noroeste (Província de Mahajanga)
Boeny, Melaky, Betsiboka, Sofia: Com uma grande variedade de ecossistemas, essas regiões apresentam manguezais, florestas secas e savanas. A cultura local tem influência dos Sakalava, conhecidos por seus túmulos artisticamente esculpidos e cultos aos ancestrais. Espécies como o sifaka de Coquerel e a fossa — maior predador de Madagascar — habitam essa área. A icônica Avenida dos Baobás também está localizada aqui.
Regiões do Sudoeste (Província de Toliara)
Menabe, Atsimo-Andrefana, Anosy, Androy: Situadas na parte mais árida do país, essas regiões são cobertas por vegetação espinhosa, florestas caducifólias e formações rochosas chamadas tsingy. Os Mahafaly e os Antandroy, povos locais, são conhecidos por sua arte funerária com estelas enfeitadas e pelo uso de instrumentos como o valiha, uma harpa feita de bambu. Essas regiões abrigam fauna adaptada ao clima seco, como lêmures do deserto, répteis e plantas como as didieráceas. Em Menabe, destacam-se os baobás gigantes (Adansonia grandidieri).
Regiões do Norte (Província de Antsiranana)
Diana e Sava: Com vastas áreas de floresta úmida e rica biodiversidade, o norte se destaca pela produção de baunilha (sobretudo em Sava) e por uma cultura costeira marcada por influências africanas, árabes e asiáticas. Abriga o Parque Nacional da Montagne d’Ambre e a Reserva Especial de Analamerana, onde vivem espécies raras como o sifaka de Perrier. A população inclui os grupos Sakalava e Antakarana.
| Número | Nome                              | Capital                  | População | Área (km ²) | Densidade Populacional |
| ------ | --------------------------------- | ------------------------ | --------- | ----------- | ---------------------- |
| 1      | Diana                             | Antsiranana              | 889.736   | 19,266      | 36.3                   |
| 2      | Sava                              | Sambava                  | 1.123.013 | 25,518      | 38.4                   |
| 3      | Itasy                             | Miarinarivo              | 897.962   | 6,993       | 128.4                  |
| 4      | Analamanga                        | Antananarivo-Renivohitra | 3.618.128 | 16,911      | 214.0                  |
| 5      | Vakinankaratra                    | Antsirabe                | 2.074.358 | 16,599      | 125.0                  |
| 6      | Bongolava                         | Tsiroanomandidy          | 674.474   | 16,688      | 40.4                   |
| 7      | Sofia                             | Antsohihy                | 1.500.227 | 50,100      | 29.9                   |
| 8      | Boeny                             | Mahajanga I              | 931.171   | 31,046      | 30.0                   |
| 9      | Betsiboka                         | Maevatanana              | 394.561   | 30,025      | 13.1                   |
| 10     | Melaky                            | Maintirano               | 309.805   | 38,852      | 8.0                    |
| 11     | Alaotra Mangoro                   | Ambatondrazaka           | 1.225.514 | 31,948      | 39.3                   |
| 12     | Atsinanana (East)                 | Toamasina                | 1.484.403 | 21,934      | 67.7                   |
| 13     | Analanjirofo                      | Fenoarivo Atsinanana     | 1.152.345 | 21,930      | 52.6                   |
| 14     | Amoron'i Mania                    | Ambositra                | 833.919   | 16,141      | 51.6                   |
| 15     | Haute Matsiatra (Upper Matsiatra) | Fianarantsoa I           | 1.447.296 | 21,080      | 68.6                   |
| 16     | Vatovavy Fitovinany               | Mananjary                | 1.026.676 | 12.775      | 55.2                   |
| 17     | Atsimo-Atsinanana (South-East)    | Farafangana              | 1.026.674 | 18,863      | 54.4                   |
| 18     | Ihorombe                          | Ihosy                    | 418.520   | 26,391      | 15.9                   |
| 19     | Menabe                            | Morondava                | 700.577   | 46,121      | 15.2                   |
| 20     | Atsimo-Andrefana (South-West)     | Toliara I                | 1.799.088 | 66,236      | 27.2                   |
| 21     | Androy                            | Ambovombe Androy         | 903.376   | 19,317      | 46.8                   |
| 22     | Anosy                             | Tolanaro (Fort-Dauphin)  | 809.313   | 25,731      | 31.5                   |
| 23     | Fitovinany                        | Manakara                 | 1.435.882 | 19,605      | 73.2                   |

## Eleições
Não houve até hoje nenhuma eleição diretamente para as regiões (faritra) de Madagascar desde a sua criação em 2004. As regiões são administrativas, e os seus dirigentes – chamados de chefes de região ou governadores – são nomeados pelo governo central, e não eleitos.